# Bălcescu (film)
Bălcescu este un film dramatic românesc de televiziune din 1974 regizat de Horea Popescu. În rolurile principale au jucat actorii Alexandru Repan, Amza Pellea, Octavian Cotescu și Florin Piersic. Scenariul este realizat după piesa de teatru Bălcescu (1948) scrisă de Camil Petrescu.

## Vezi și
- 1974 în film